# Justiciero
1. REDIRECCIÓN Vigilantismo